# Portik
Pórtik (latinsko: porticus) je v arhitekturi pokrit prostor s stebri na eni ali treh straneh, navadno pred glavnim vhodom v stavbo.
Portik je tudi preddverje, ki vodi do vhoda v stavbo in kjer stebri sli slopi podpirajo strešno konstrukcijo nad njim ali stebrišče obdano z obzidjem. Ta rešitev je bila pogosto uporabljena v antični Grčiji in je vplivala na številne kulture, vključno večino zahodnih kultur. 
Nekateri omembe vredni primeri portika so Vzhodni portik na Kapitolu v Washingtonu, ZDA, stebrišče krasi Panteon v Rimu in portik na University College v Londonu. 
Bologna, Italija je znana po svojih portikih, imenovanih tudi arkade. Skupno jih je več kot 45 km, približno 38 km samo v centru mesta in so na seznamu Unescove dediščine. Najdaljše stebrišče na svetu, približno 3,5 km dolgo, sega od roba mesta do svetišča Madonna di San Luca. Tudi v Torinu v Italiji se portiki raztezajo na dolžini 18 km. 
Andrea Palladio (1508 – 1580) je bil pionir na področju uporabe portika za posvetnih stavbah. V Veliki Britaniji, so portik uporabljali pri podeželskih dvorcih.

## Cela ali naos
Cela (iz latinščine majhna komora) ali naos (iz stare grščine: ναός pomeni tempelj) je notranji prostor v templju v klasični arhitekturi ali trgovina s pogledom na ulico v domači rimski arhitekturi (domus).

## Vrste portikov
Različne variante portikov so poimenovane glede na število stebrov.

### Tetrastil
Tetrastil ima štiri stebre. To je bil običaj pri Grkih in Etruščanih za majhne strukture, kot so bile javne stavbe in amfiprostilos templje. 
Rimljani so uporabljali štiristebrno celo za svoje psevdoperipteralne templje, kot je tempelj Portunus in za amfiprostilne templje, kot je tempelj Venere v Rumu, ter za vstopne prostilne portike v velikih javnih zgradbah, kot so bazilika Maksentija in Konstantina. Rimske pokrajinske prestolnice tudi kažejo tetrastilno gradnjo, kot je primer tempelj Capitoline v Volubilisu. 
Severni portik Bele hiše v Washingtonu je morda najbolj znano štiri stebrno stebrišče v Združenih državah Amerike. 

### Heksastil
Heksastilne stavbe so imele šest stebrov in so bile standardna fasada v kanonični grški dorski arhitekturi v arhaičnem obdobju med letoma 600-550 pred našim štetjem do Periklejeve dobe 450-430 pred našim štetjem.

#### Grški heksastil
Nekateri znani primeri klasičnih dorskih heksastilnih grških templjev so:
- skupina Pestum Herin tempelj (okoli 550 pr. n. št.), Apolonov tempelj (okoli 450 pr. n. št.), prvi Atenin tempelj ("Basilica") (okoli 500 pr. n. št.) in drugi Herin tempelj (460–440 pr. n. št.)
- Atenin tempelj Afaja (nevidna) v Egini okoli 495 pr. n. št.
- Tempelj E v Selinusu (465–450 pr. n. št.) posvečen Heri
- Zevsov tempelj v Olimpiji, danes ruševina
- Tempelj F ali "Tempelj Concord" v Agrigentu (okoli 430 pr. n. št.), eden izmed najbolje ohranjenih klasičnih grških templjev, ohranja skoraj vse peristile in trabeacije.
- Nedokončan tempelj v Segesti (okoli 430 pr. n. št.)
- Hefajstov tempelj na Akropoli v Atenah, poznan kot "Theseum" (449–444 pr. n. št.), ki je tudi eden izmed najbolj nedotaknjenih grških templjev ohranjenih iz antike)
- Pozejdonov tempelj na rtu Sounion (okoli 449 pr. n. št.)[3]

Heksastil je bil uporabljen tudi za jonski slog templja, kot je veranda v svetišču Atene na Erehteju, na Akropoli v Atenah.

#### Rimski heksastil
S kolonizacijo Grkov v južni Italiji, so heksastil sprejeli Etruščani in stari Rimljani. Rimljanski okus je dal prednost ozkim pseudoperipteralnim in amfiprostilnim stavbam z visokimi stebri, ki so bile dostopne preko stopnišč, ki so jim dajali veličino in precejšnjo višino. Maison Carree v Nîmesu, Francija, je najbolje ohranjen rimski tempelj v heksastile oblike, ki je ohranje iz antike.

### Oktastil
Oktastilne stavbe so imele osem stebrov, in so precej redkejše kot heksastilne v klasični grški arhitekturi. Najbolj znana oktastilna stavba iz antike je Partenon v Atenah, zgrajen v času Perikleja (450-430 pred našim štetjem) in Panteon v Rimu (125 n. št.). Uničen je Tempelj Augusta Divusa v Rimu, središče avgustejskega kulta in je viden na rimskem novcu iz 2. stoletja našega štetja.

### Dekastil
Decastil ima deset stebrov, kot v tempelj Apolona Didymaeusa na Miletu in portik University of College v Londonu.